# Ministero dell'istruzione superiore e della ricerca
Il Ministero dell'istruzione superiore e della ricerca (in francese Ministère de l'Enseignement supérieur et de la Recherche) è un dicastero del governo francese che supervisiona l'istruzione superiore e la ricerca. Il dipartimento ha sede nel V arrondissement di Parigi. Dal 23 dicembre 2024 Élisabeth Borne è la ministra di questo dipartimento.

## Articoli connessi
- Ministero dell'educazione nazionale e della gioventù